# Francisco de Meneses Meireles do Canto e Castro
Francisco de Meneses de Meireles do Canto e Castro (Angra do Heroísmo, 21 de novembro de 1850 — Dafundo, 7 de março de 1915), 1.º visconde de Meireles, foi um alto funcionário das alfândegas portuguesas, diplomata e político, feito fidalgo cavaleiro da Casa Real (1900) e elevado a visconde de Meireles por decreto de 9 de maio de 1902. Foi também jornalista de mérito, distinguindo-se como crítico literário. Foi director da alfândega de Moçambique, secretário-geral da Companhia de Moçambique (1892) e governador de Manica e Sofala (1894-1895 e 1899-1901). Como diplomata, foi cônsul em Bombaim (1882), Bremen e Stettin e ministro plenipotenciário em Buenos Aires e nos reinos balcânicos.

## Biografia
Foi filho de Ana de Meneses de Lemos e Carvalho e de André Francisco de Meireles de Távora do Canto e Castro, alto funcionário administrativo, jornalista e político. Os pais pertenciam à melhor aristocracia da cidade de Angra do Heroísmo, com ligações familiares às personalidades dominantes da política local. O pai foi tesoureiro da Alfândega de Angra do Heroísmo até 1882, ano em que se transferiu para o lugar de chefe de secção do Ministério das Obras Públicas, Comércio e Indústria em Lisboa.
Francisco de Meneses Meireles do Canto e Castro, depois de concluir os estudos preparatórios em Angra do Heroísmo, matriculou-se na Escola Politécnica de Lisboa, preparando-se para seguir uma de carreira de funcionário aduaneiro. Ainda durante os seus tempos de estudante dedicou-se ao jornalismo, com destaque para a crítica literária, publicando importantes artigos no periódico lisboeta Jornal da Noite.
Começou a carreira alfandegária na sua cidade natal, como tesoureiro, e em 1875, com 25 anos de idade, casou e ingressou na administração colonial portuguesa. Partiu nesse mesmo ano com a jovem esposa para Moçambique, onde se instalou na ilha de Moçambique trabalhando como técnico superior da Fazenda. A sua ascensão na carreira foi rápida, pois pouco depois foi nomeado director da Alfândega de Moçambique, membro da Junta de Justiça e vogal do Conselho de Província.
Durante a sua permanência na ilha de Moçambique, onde nasceu a primeira filha do casal, fundou uma Escola de Ofícios e destacou-se pelo acerto das suas medidas administrativas, granjeando o respeito dos governadores-gerais com quem serviu. Em 1878 já residia em Lourenço Marques, onde nasceu o segundo filho do casal.
Em 1879 foi assinado um tratado aduaneiro entre Portugal e o Reino Unido relativo ao funcionamento das alfândegas na Índia Portuguesa. O plenipotenciário escolhido foi o conselheiro António Augusto de Aguiar, o qual tomou Francisco de Meneses Meireles do Canto e Castro por adjunto, dada a sua experiência aduaneira e de relacionamento com a estrutura colonial britânica que adquirira em Moçambique. Transferiu-se então para Goa, onde passou a exercer funções de ligação entre as alfândegas da Índia portuguesa e britânica, tarefa na qual demonstrou grande capacidade diplomática. Neste período foi administrador-geral das alfândegas do Estado Português da Índia, tendo ainda a sue cargo a direcção da alfândega de Macau.
Após a criação de um consulado de Portugal em Bombaim, concorreu para o lugar, sendo nomeado  cônsul-geral de Portugal em Bombaim (Índia Britânica) por carta de 2 de Outubro de 1882. Durante o período em que exerceu funções em Bombaim teve de lidar com a contestação britânica ao Padroado do Oriente, tendo-se havido com grande tacto, o que lhe mereceu o reconhecimento por parte do Governo português.
Em 1891 foi nomeado cônsul-geral de Portugal em Bremen e Stettin (Alemanha) e cônsul de 1.ª classe e agente comercial português junto da embaixada portuguesa em Berlim.
Quando em 1892 foi fundada a Companhia de Moçambique, foi nomeado, a 20 de Maio de 1892, secretário-geral em Lisboa daquela empresa. 
Em 1894 regressou a Moçambique como governador dos territórios da Manica e Sofala, então sob administração da Companhia de Moçambique. Sediado na Beira, desenvolveu aí uma importante acção de fomento. Em 1895 visitou as colónias britânicas sob administração da British South Africa Company, tendo estado em Umtali, Salisbúria e Bulawayo. Regressou nesse ano a Lisboa.
Regressou a Moçambique no ano seguinte, tomando novamente posse do cargo de Governador de Manica e Sofala a 15 de Janeiro de 1897. As razões deste regresso prendem-se com o aumento da tensão internacional que se vivia na região, que viria a resultar na Segunda Guerra Anglo-Boer (1899-1902). A posição portuguesa em relação ao conflito emergente era difícil, já que a opinião pública era esmagadoramente contra qualquer colaboração com os britânicos após o insulto do ultimato britânico de 1890, não havendo contudo forma de resistir ao seu poderio e influência.
Mantendo a política de conciliação pró-britânica que as condições obrigavam, e na sequência do que já havia feito na Índia, durante a permanência de Francisco de Meireles do Canto e Castro os britânicos utilizaram o porto da Beira como o principal ponto de desembarque de tropas e material de guerra. Foi pela Beira que entraram no teatro de guerra os contingentes canadiano e australiano comandados pelo general Frederick Carrington, numa manobra decisiva para a vitória britânica no conflito. Permaneceu no posto até ao fim da guerra, tendo a sua colaboração merecido grande elogio por parte dos britânicos, incluindo a inclusão de menção honrosa na ordem-do-dia do Exército Britânico e a concessão do grau de cavaleiro comendador da Ordem de São Miguel e São Jorge do Reino Unido, com o tratamento de Sir, por diploma assinado pelo rei Eduardo VII em 10 de Novembro de 1902.
Regressado a Lisboa, reingressou no serviço diplomático, sendo nomeado a 9 de Maio de 1902 para o lugar de adido comercial especial na Legação de Portugal em Berlim. No ano seguinte foi nomeado ministro plenipotenciário em Buenos Aires e em Montevideu. Reformou-se em 1908, nos Balcãs, onde era ministro acreditado junto das três cortes balcânicas: Bucareste, Sofia e Belgrado.
Foi jornalista de mérito, distinguindo-se como crítico literário no Jornal da Noite, de Lisboa, no qual colaborou com António Augusto Teixeira de Vasconcelos. 
Interessado por assuntos coloniais, quando regressou a Portugal, vindo de África, fez reaparecer o Jornal das Colónias, que havia sido propriedade de seu pai André Francisco Meireles de Távora do Canto e Castro. Foi vice-presidente da Comissão Africana da Sociedade de Geografia de Lisboa.
Foi feito fidalgo do Conselho de Sua Majestade Fidelíssima (1896), fidalgo cavaleiro da Casa Real por sucessão (9 de Maio de 1900) e elevado a visconde de Meireles por Decreto de 9 de Maio de 1902 do rei D. Carlos I de Portugal.
Foi comendador da Ordem de Nossa Senhora da Conceição de Vila Viçosa (1883), oficial da Ordem de Sant'Iago da Espada (1894), cavaleiro e comendador da Ordem de São Miguel e São Jorge do Reino Unido, com o tratamento de Sir, por diploma assinado pelo rei Eduardo VII do Reino Unido em 10 de Novembro de 1902, e comendador da Ordem da Coroa da Prússia (Kronenorden (Preußen)) por carta de 8 de Novembro de 1907.
Casou em Lisboa, a 3 de Março de 1875, com Maria Carlota da Costa Freitas (nascida a 9 de Abril de 1856) de quem teve cinco filhos:
1. Maria Ana Carlota Francisca de Freitas de Meirelles do Canto e Castro (27 de Fevereiro de 1876) casou por duas vezes, a primeira com Pedro Maria Bessone Basto, e a segunda com Luís Pimentel Pinto;
2. Francisco de Freitas de Meirelles do Canto e Castro, que foi o 2.º visconde de Meirelles. Casou com Sofia Henrieta Bleck;
3. Maria Luísa de Freitas de Meirelles do Canto e Castro (20 de Fevereiro de 1880) casou com Pedro Tovar de Lemos, que foi o 2.º conde de Tovar;
4. Maria das Dores de Freitas de Meirelles do Canto e Castro (2 de Dezembro de 1882) casou por duas vezes, a primeira com Hugh Edwin Hamilton Gordon e a segunda com João António Bianchi.
5. Pedro de Meirelles do Canto e Castro (4 de Dezembro de 1896) casou com Maria dos Prazeres Thomaz da Costa.